# Истрополитанская академия

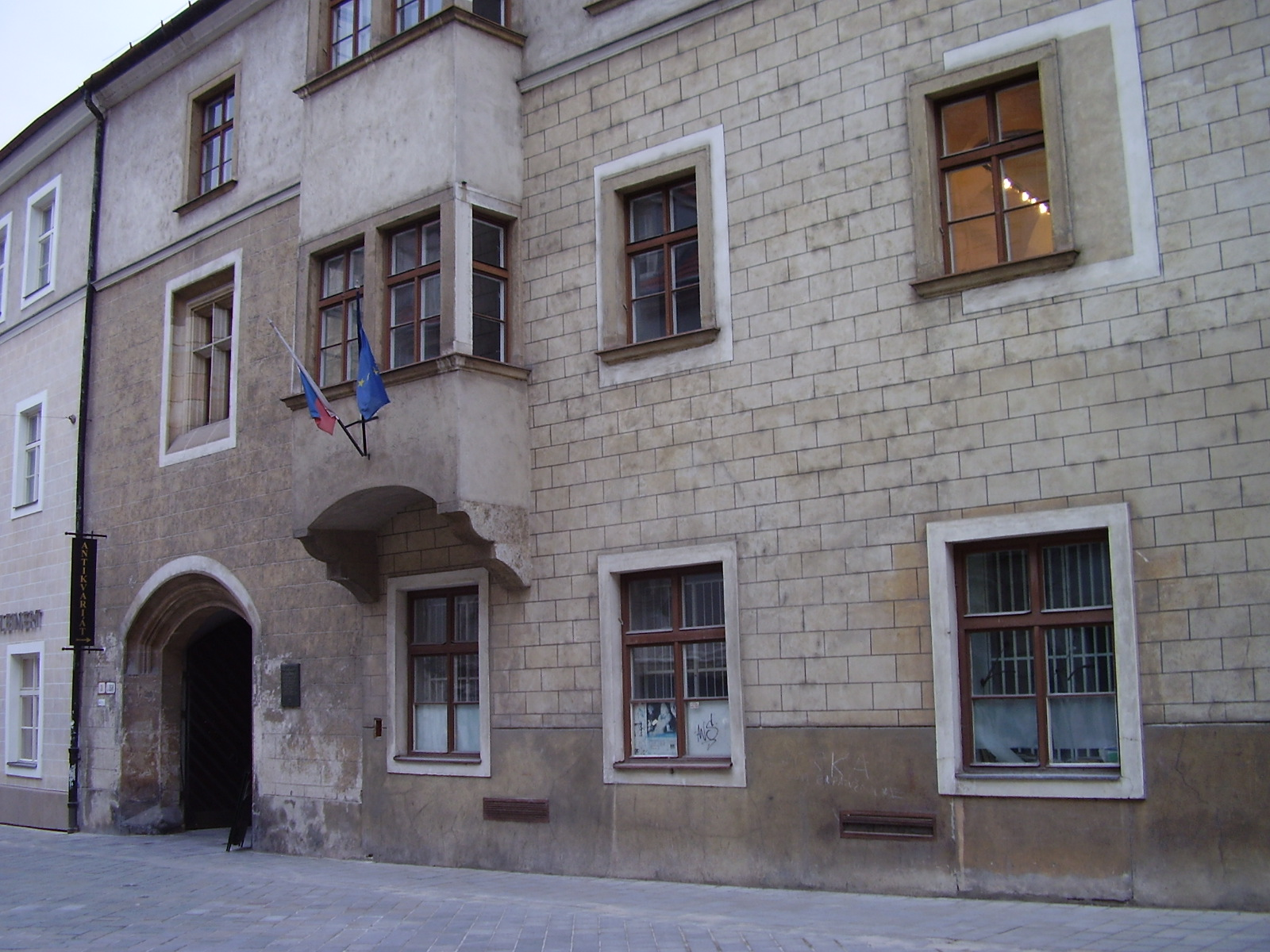
Истрополитанский университет

Истрополита́нский университе́т (лат. Universitas Istropolitana), с XVI века ошибочно называемый Истрополита́нская акаде́мия (лат. Academia Istropolitana), (1465/1467 — 1491) в Братиславе, был старейшим университетом, основанным на территории Словакии. Входит в список национальных памятников культуры Словакии.

## История
С основания Матвеем Корвином Истрополитанского Университета в 1465 году началась история высшего образования на территории современной Словакии. В этот год по просьбе Матвея Корвина папа Павел II поручил Яношу Витезу и Яну Паннонию из Чазмы открытие университета в Венгрии (единственного в то время, хотя не первого). Матьяш Корвин решил, что разместит его в Братиславе на Вентурской улице.
Через два года началась деятельность четырёх факультетов: богословского, юридического, медицинского и философского. В университете царила гуманистическая и антисхоластическая атмосфера, большое значение придавалась наукам о природе, математике, астрономии и медицине. До 1472 года его возглавляли Янош Витез и братиславский препошт Юрай фон Шёнберг.
Первые преподаватели были из Венского университета, позже — из Италии и Польши (Кракова). В 1467—1471 годах в университете работал известный немецкий математик, астролог и астроном Иоганн Мюллер (Региомонтан). Профессора пользовались книгами из богатой библиотеки братиславского капитула.
В 1472 году Янош Витез был заключён в тюрьму за то, что в 1471—1472 годах вместе с Яном Паннонием организовал заговор, в результате которого польский король Казимир IV должен был бы получить венгерский трон. После этого многие преподаватели покинули университет.
После взятия Матвеем Корвином Вены (1485) и смерти Юрая фон Шёнберга (1486) начался постепенный упадок университета. Окончательно он перестал работать в 1488—1490 годах и был закрыт после смерти Матвея Корвина, который финансировал университет.
Сейчас в этом здании расположен театральный факультет Высшей школы исполнительского искусства.

## Название
Название Istropolis (прил. Istropolitana) — греческое название Братиславы, что означает «город на Дунае» (Ister = Дунай; Polis = город).